# Hôtel de ville de Châtenois (Bas-Rhin)
Pour les articles homonymes, voir Châtenois.
L'hôtel de ville de Châtenois est un monument historique situé à Châtenois, dans le département français du Bas-Rhin.

## Localisation
Ce bâtiment est situé au 2, rue Clemenceau et au 81, rue du Maréchal-Foch à Châtenois.

## Historique
L'édifice fait l'objet d'une inscription au titre des monuments historiques depuis 1989.

## Architecture

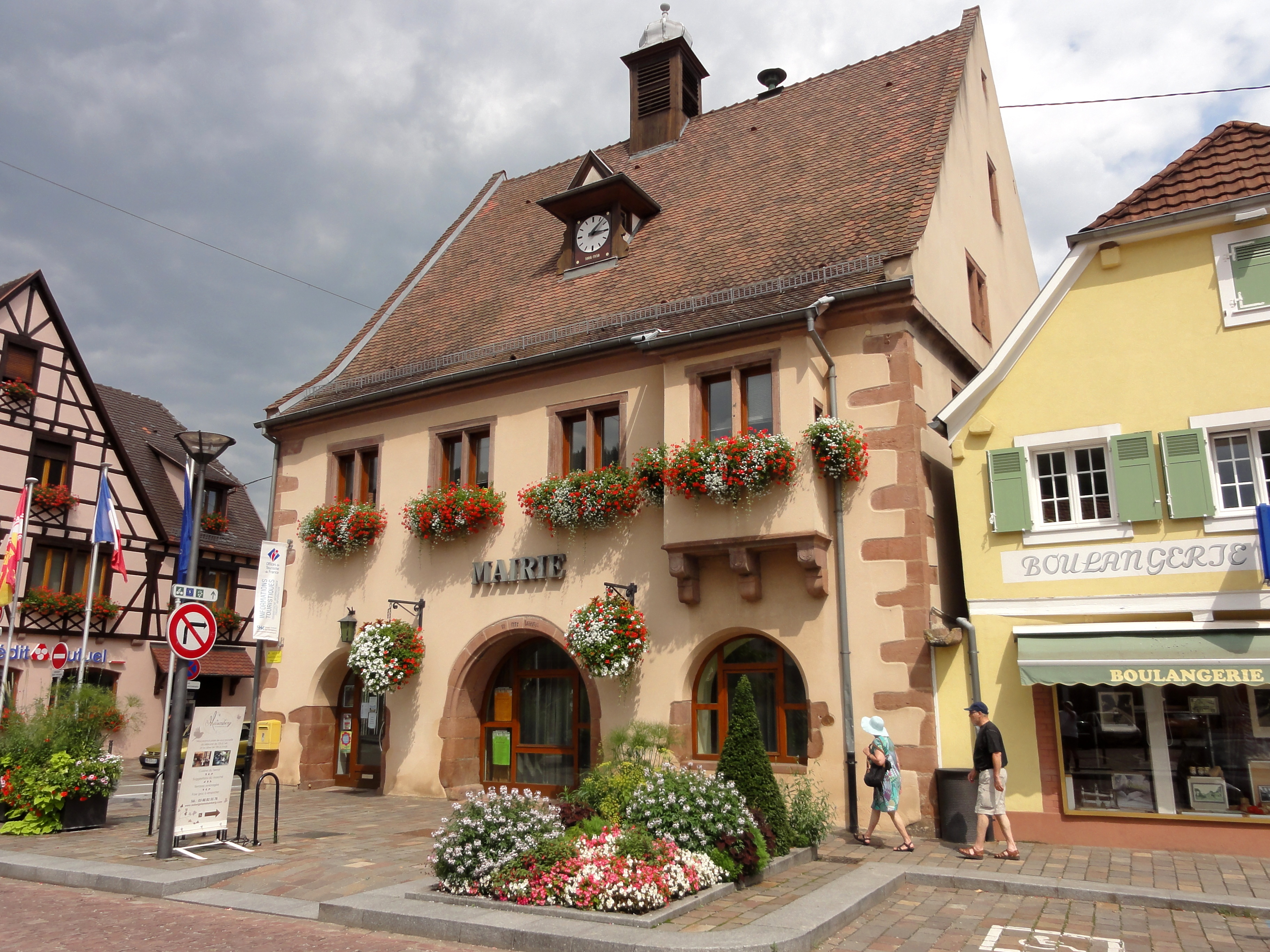
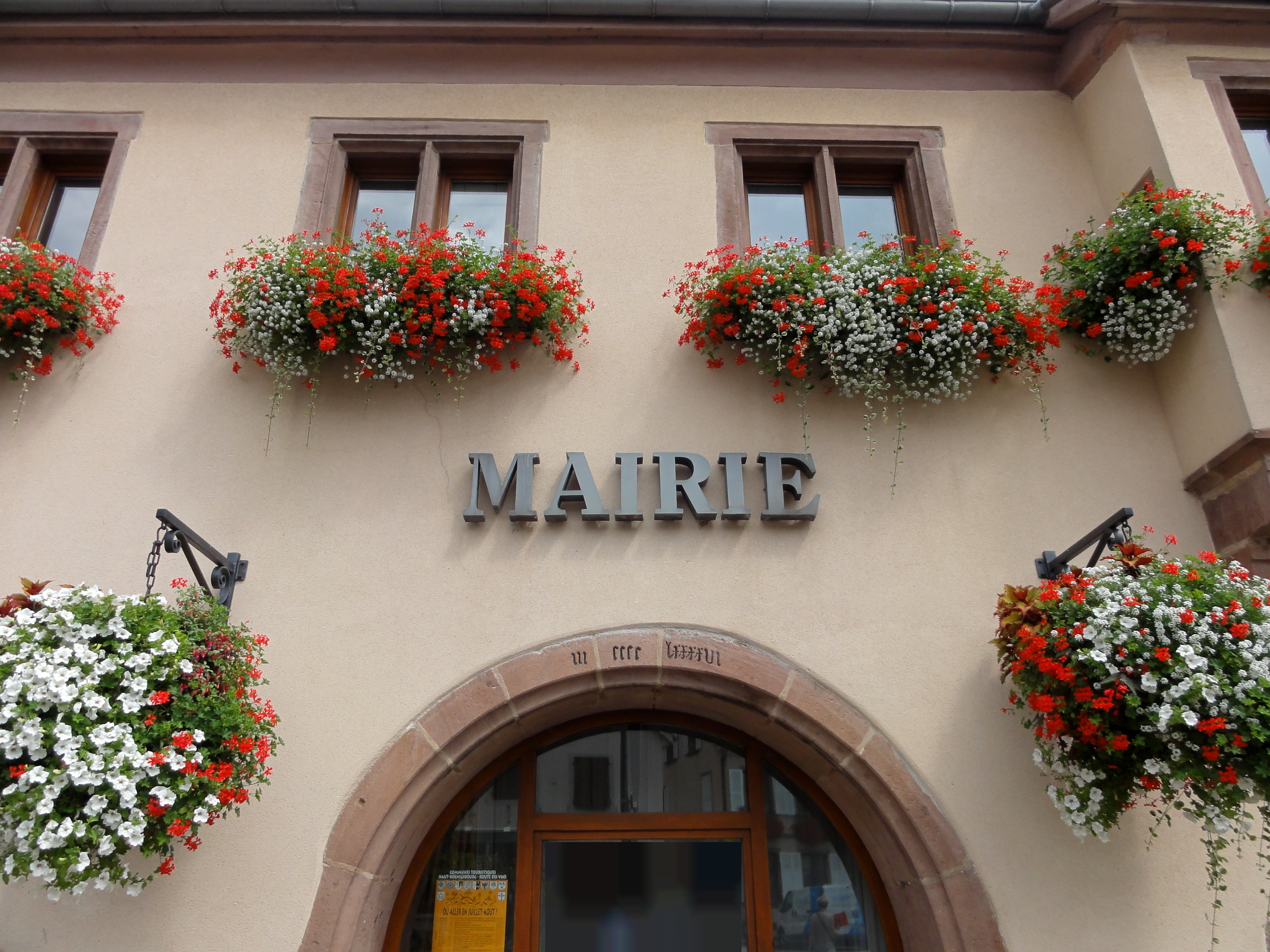
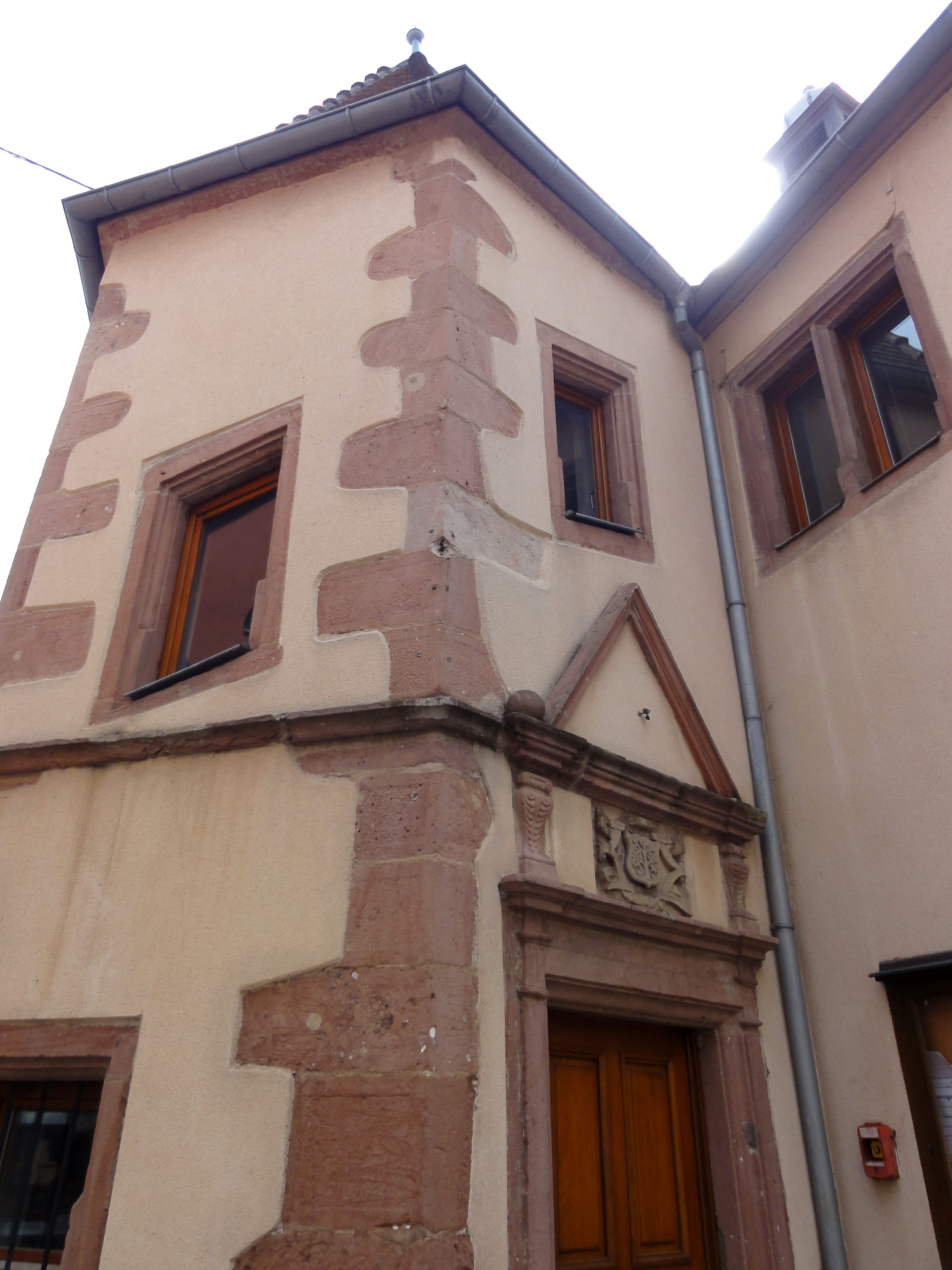
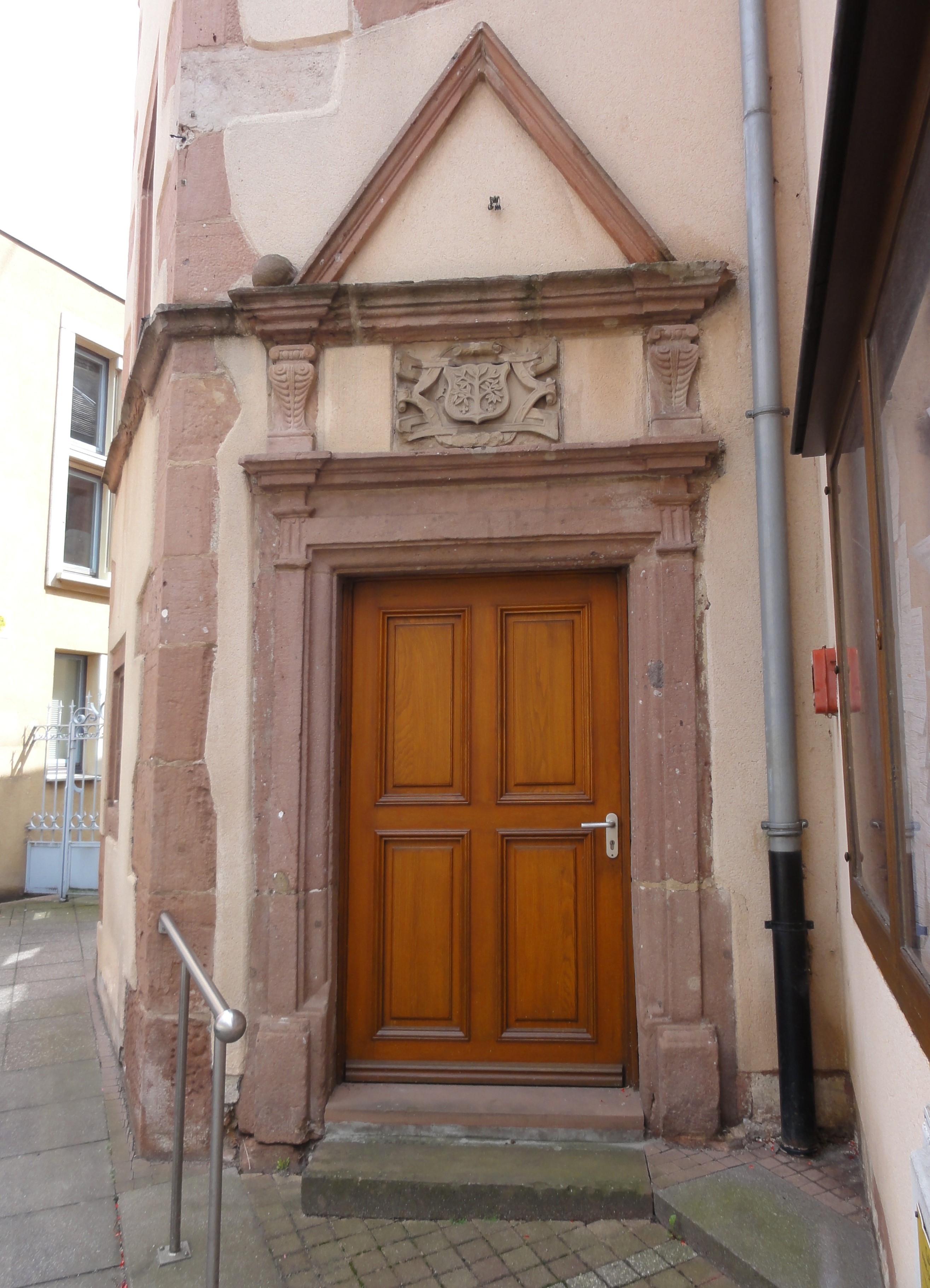